# Maska przeciwgazowa Zielinskiego–Kummanta

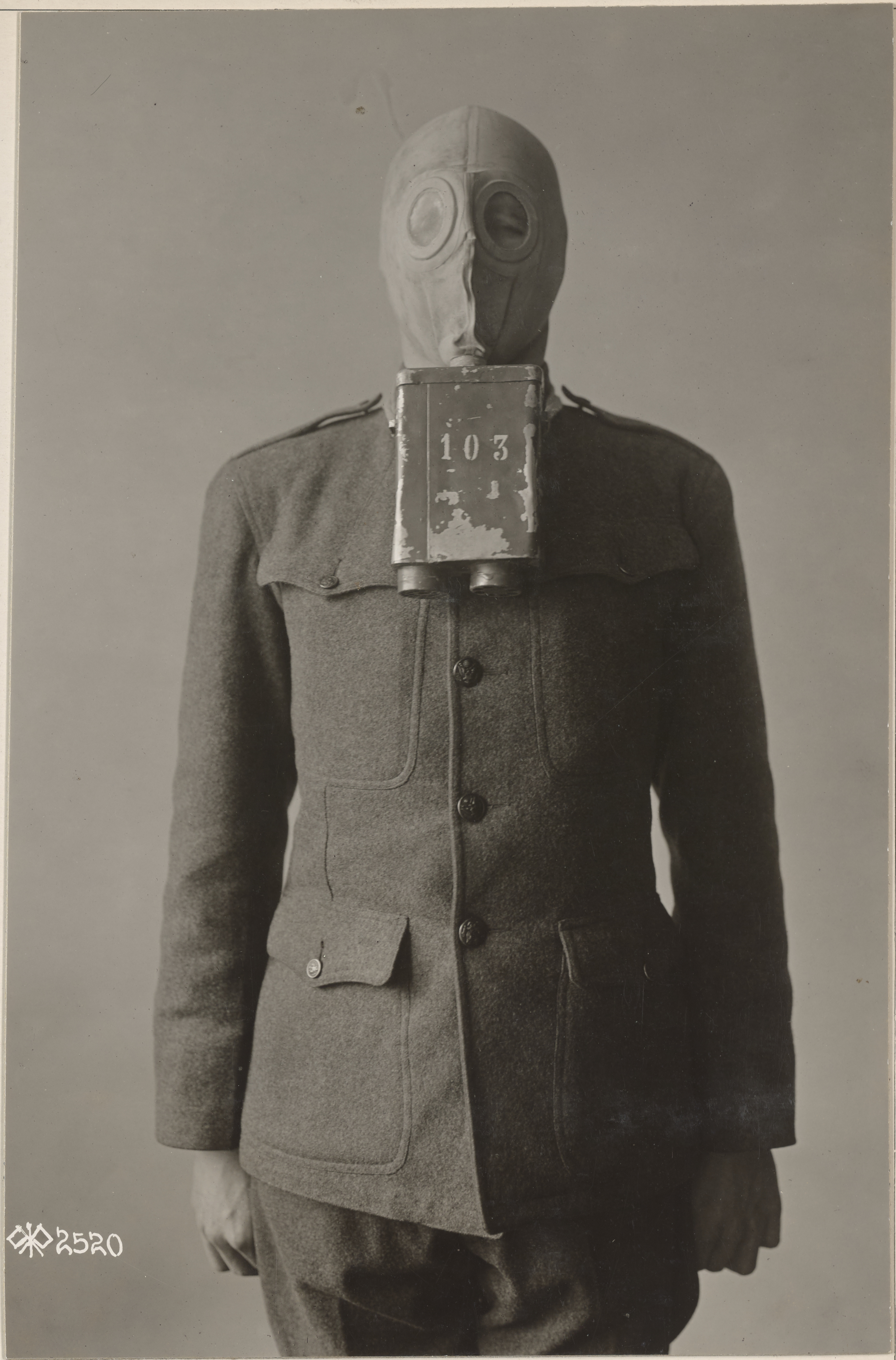
Amerykański żołnierz w masce przeciwgazowej Zielinskiego–Kummanta (1918)

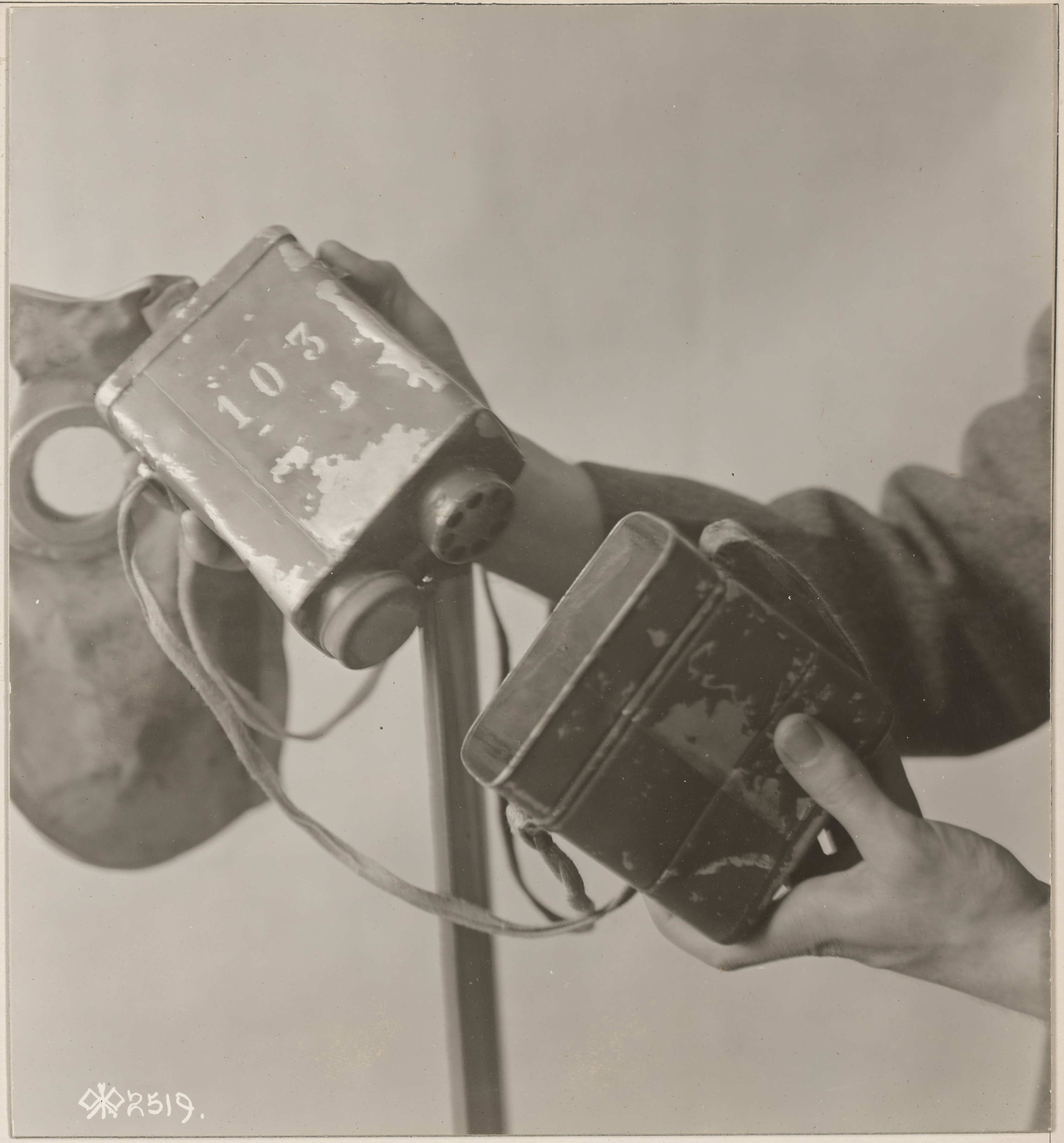
Pochłaniacz i pudełko maski

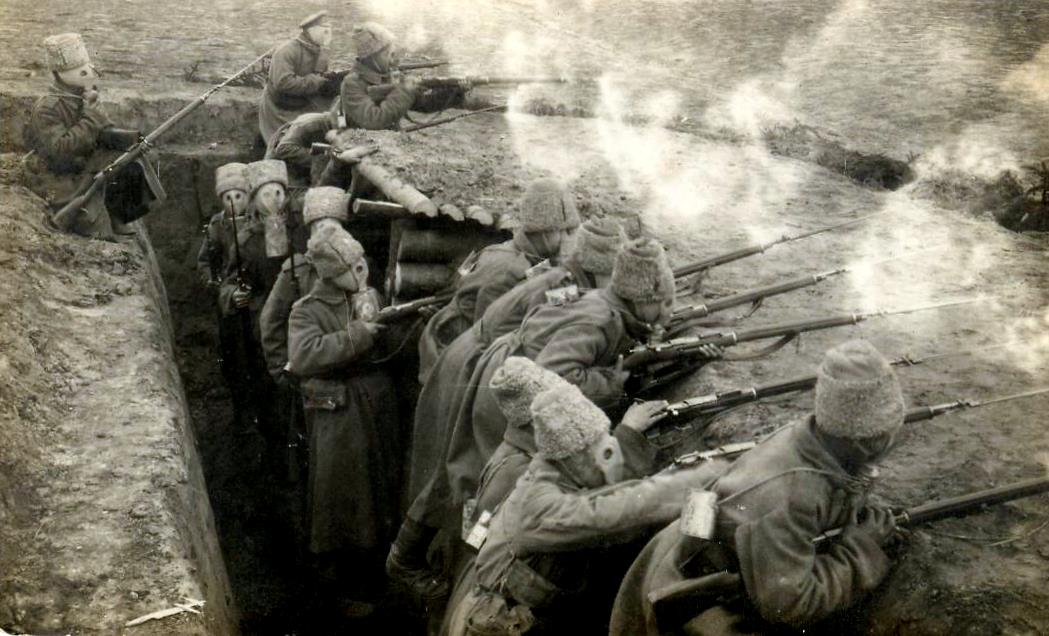
Rosyjscy żołnierze z karabinami w okopie, w maskach przeciwgazowych Zielinskiego–Kummanta (1916)

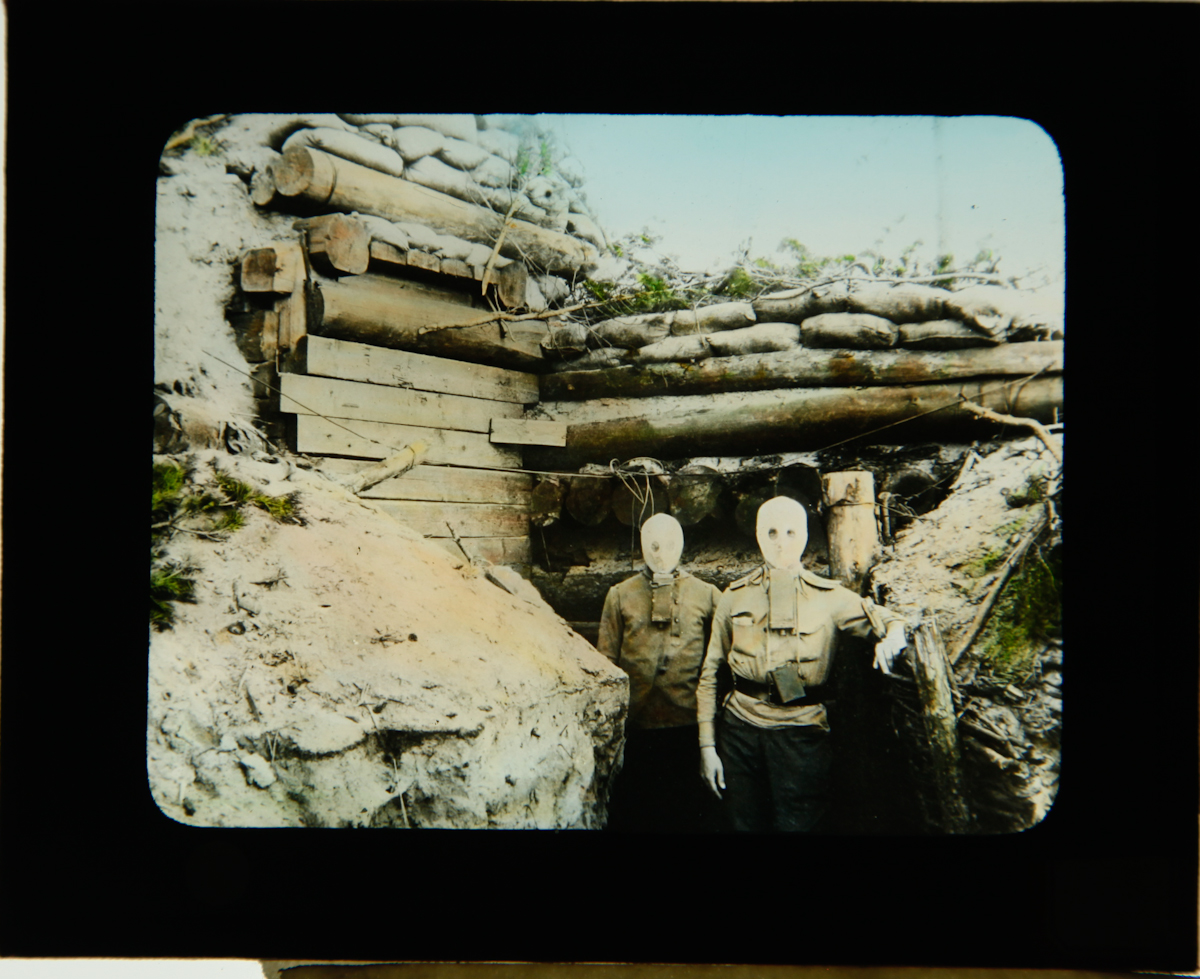
Rosyjscy żołnierze w okopie w maskach przeciwgazowych Zielinskiego–Kummanta (1917)

Maska przeciwgazowa Zielinskiego–Kummanta (ros. Противогаз Зелинского–Кумманта) – rosyjska maska przeciwgazowa będąca pierwszą maską zdolną do pochłaniania szerokiej gamy bojowych środków trujących, opracowana przez profesora Nikołaja Zielinskiego i technologa zakładu „Trójkąt” E.L. Kummanta w 1915 roku, podczas I wojny światowej.

## Historia
22 kwietnia 1915 roku o godzinie 03:30 w pobliżu belgijskiego miasta Ypres Niemcy po raz pierwszy w historii użyli broni chemicznej przeciwko wojskom ententy. Choć trudno to przypisać trującym środkom bojowym, francuska 1. Armia podczas bitwy poniosła ogromne straty. Nie było ucieczki przed duszącym i wywołującym kaszel chlorem, który wchodził w każdą szczelinę. Na pozycjach zginęło 5 tysięcy żołnierzy i oficerów. Kolejne 10 tysięcy trwale utraciło zdrowie i zdolność bojową. 31 maja 1915 roku, w rejonie Bolimowa pod Łodzią wojska rosyjskie zostały poddane atakowi z użyciem butli z gazem. Na odcinku frontowym o długości 12 kilometrów Niemcy wypuścili 264 tony chloru. 8832 osoby zostały ranne, z czego 1101 zmarło.
Na całym świecie zaczęto szukać sposobów ratunku przed nowym typem broni, który stanowił niespotykane dotąd niebezpieczeństwo. Urządzenia do oczyszczania powietrza, które wcześniej były używane w przemyśle, nie zdały egzaminu, tak jak wielowarstwowe bandaże z gazy nasączone podsiarczynem sodu. W listopadzie 1915 roku inżynier produkcji zakładu „Trójkąt”, Kummant, wymyślił gumową maskę z okularami, która pozwalała chronić nie tylko narządy oddechowe, ale także większą część głowy, lecz wciąż nie było niezawodnego elementu filtrującego. Profesor Nikołaj Zielinski wynalazł uniwersalny pochłaniacz zawierający węgiel aktywny, którego jeden gram miał powierzchnię pochłaniającą 15 metrów kwadratowych. Po licznych eksperymentach Zielinski zasugerował użycie węgla aktywnego z brzozy lub lipy – w ten sposób powstała maska przeciwgazowa Zielinskiego–Kummanta. Wynalazek Zielinskiego nie od razu spotkał się z poparciem, bowiem szef jednostki sanitarno-ewakuacyjnej Cesarskiej Armii Rosyjskiej książę Oldenburg, najpierw zorganizował masową produkcję masek przeciwgazowych własnego projektu, w których pochłaniacz zawierał wapno sodowane (ulegało ono jednak skamienieniu podczas oddychania).
Testy w warunkach bojowych potwierdziły wysoką niezawodność maski przeciwgazowej Zielinskiego–Kummanta, która dodatkowo została sprawdzona przez specjalistów z państw ententy. Choć prace nad maską zakończono w 1915 roku, weszła ona na uzbrojenie armii rosyjskiej dopiero w lutym 1916 roku, dzięki czemu straty spowodowane przez bojowe środki trujące wroga, gwałtownie spadły.
W sumie w latach I wojny światowej do armii wysłano ponad 11 milionów masek przeciwgazowych, co uratowało życie wielu rosyjskim żołnierzom, przy czym wysoki odsetek niepiśmiennych żołnierzy często doprowadzał do ich nieuzasadnionej śmierci – nie rozumieli wyjaśnień przełożonych na temat użycia maski przeciwgazowej albo sami nie potrafili przeczytać instrukcji. Rekruci często zdejmowali maski w okopach, nie wiedząc, że ciężki gaz zalegał w zagłębieniach przez długi czas po zakończeniu ataku.

## Opis
Maska przeciwgazowa Zielinskiego–Kummanta została wykonana w kolorze pomarańczowym. Istniały dwie główne odmiany takiej maski, różniące się kształtem i pojemnością pudełek: typ „piotrogrodzki” o przekroju prostokątnym (masa węgla 160 gramów) i typ „moskiewski” z owalnym przekrojem pudełka (masa węgla 250 i 200 gramów). Nie było zaworów, wdychane i wydychane powietrze przechodziło przez pudełko. Były dwa rodzaje masek: z „nosem” i bez niego. „Nos” miał za zadanie wycierać zaparowane okulary bez zdejmowania maski. Maska dobrze chroniła przed mieszanką 0,2% chloru z 0,1% fosgenem średnio przez 2–3 godziny i tym samym w pełni spełniała wymagania, jakie stawiano maskom przeciwgazowym w latach 1915–1916.
Wadą maski była konieczność przedmuchania jej przed użyciem z pyłu węglowego nagromadzonego podczas wstrząsania i mielenia granulek węgla. Spowalniało to proces zakładania i mogło kosztować życie jej właściciela. Ciężkie pudełko z węglem, zawieszone w pozycji „bojowej”, ograniczało obrót głowy żołnierza.